# هنري فيليكس إيمانويل فيليبوتو

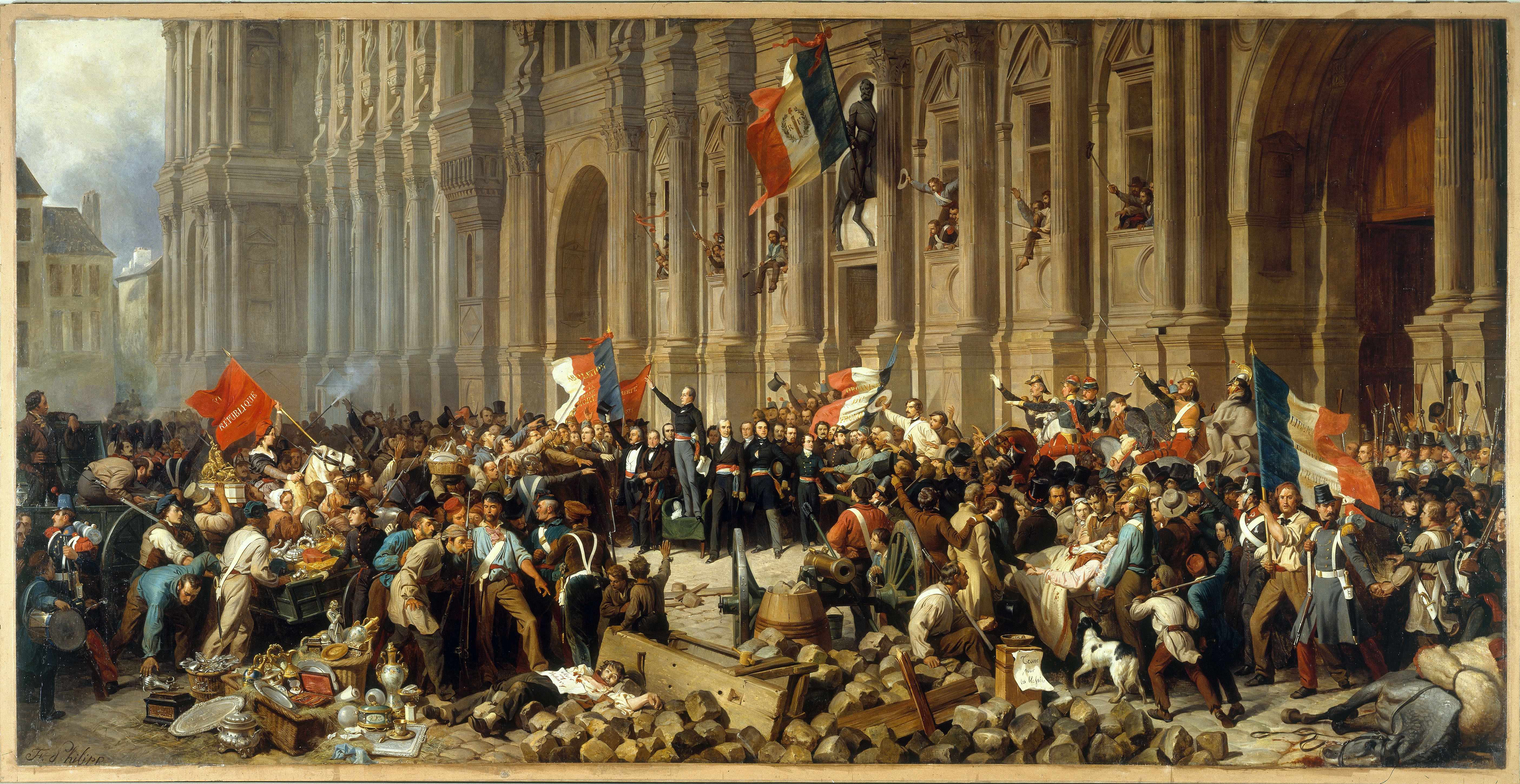
لامارتين، أمام قصر بلدية باريس، وهو يرفض العلم الأحمر في 25 فبراير 1848 أثناء الثورة الفرنسية (1848).

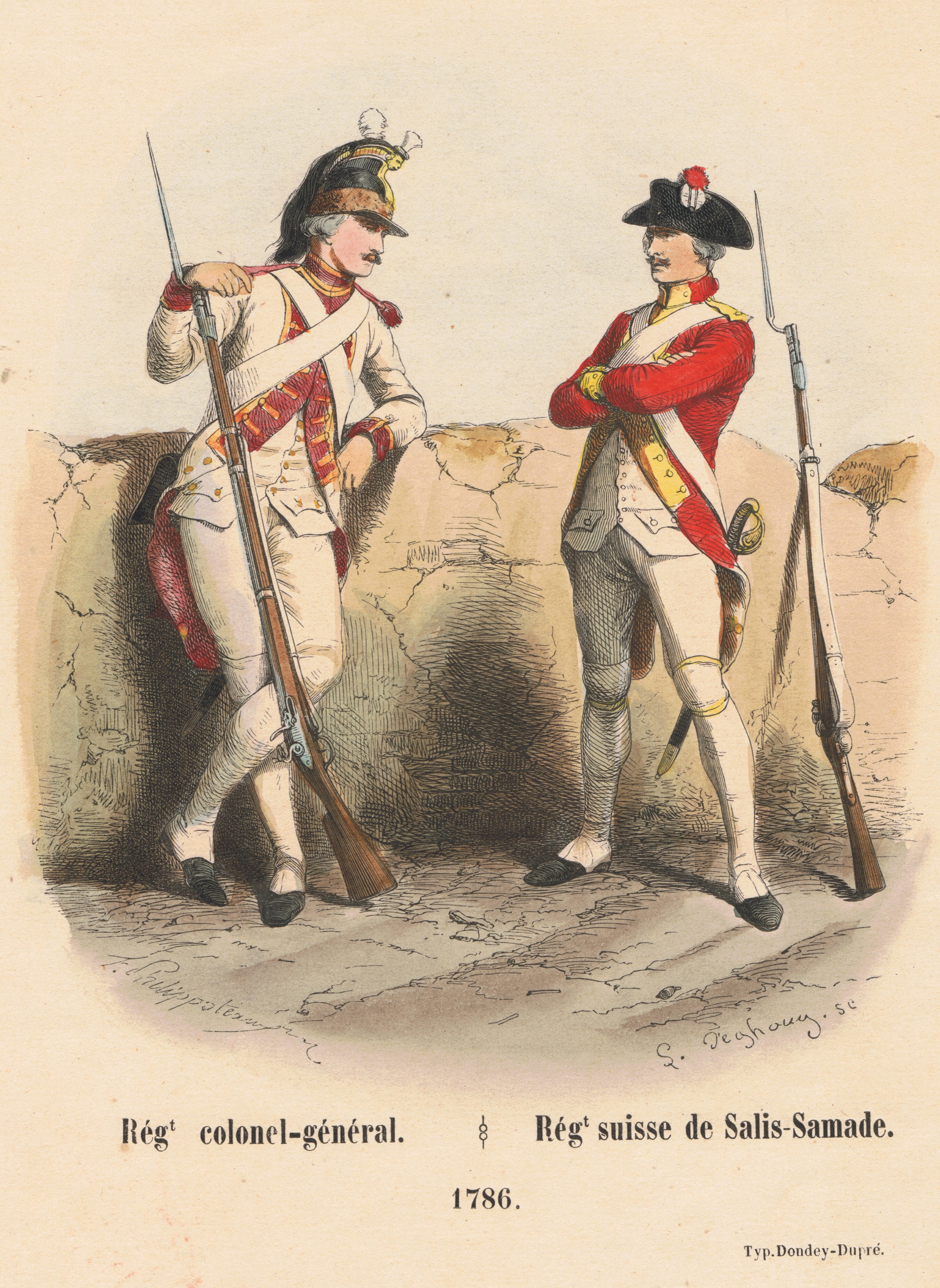
طباعة بعد "فيليبو أوف ريجيمنت كولونيل-جنرال آند ريجيمنت سويس دي ساليس-سامادي، 1786.

كان هنري فيليكس إيمانويل فيليبوتو (1815-1884) فنانًا فرنسيًا. وُلد بباريس في فرنسا، ودرس الفن في استوديو ليون كونيت، وعرض أعماله لأول مرة في صالون باريس لعام 1833.
كان أحد أفضل أعماله الشهيرة هو تصوير حصار باريس خلال الحرب الفرنسية البروسية، لقد رسمه على شكل سيكلوراما، وهو نوع من اللوحة البانورامية الكبيرة في داخل منصة أسطوانية مصممة لتوفير المشاهد تقف في منتصف الاسطوانة مع عرض 360 درجة من اللوحة. من المفترض أن يشعر المشاهدون المحاطون بالصور البانورامية وكأنهم يقفون وسط حدث تاريخي أو مكان مشهور.
أنتج فيليبوتو أيضًا عددًا كبيرًا من الأعمال التي تؤرخ صعود ونجاحات نابليون بونابرت، بما في ذلك صورة لنابليون في زيه العسكري ومجموعة من اللوحات للانتصارات الفرنسية في الحروب النابليونية. حصل فيليبوتو على جائزة وسام جوقة الشرف في عام 1846.

كان بول فيليبوتو ابنه أيضًا فنانًا؛ كلاهما مشهوران لإنتاجهما من سيكلوراما. تعاون الأب والابن في لوحة الدفاع عن فورت ديسي عام 1871. كما تعاونا أيضًا في سيكلوراما عن معركة جيتيسبيرغ التي أصبحت عملًا مشهورًا في الولايات المتحدة: 
 «ومع ذلك، أوقفت أحد سيكلوراما الإنحدار في شعبيتها، وأحيت من جديد بمفردها اهتمام الجمهور بالوسيلة لعقد آخر... تم رسم هذا الإبداع الفردي في البداية في الأعوام 1882 و1883 من قبل هنري ف. فيليبوتو وبول فيليبوتو، وهما فريق يتكون من أب وابن من الفنانين الفرنسيين... وفي غضون عام، وقف نصف مليون شخص أمامه». 
 عزز الأب والابن التأثير الفني للطلاء الأسطواني من خلال إضافة بُعد ثالث، بما في ذلك عناصر الديوراما الموضوعة أمام اللوحة، ودمج أقسام من الجدران وأشياء في أرض المعركة ومزجهما في الأجزاء المرسومة من العرض التقديمي.
توفي هنري في عام 1884 وظهر نعيه في صحيفة نيويورك تايمز في 10 نوفمبر 1884.

## قائمة جزئية من الأعمال
- صورة مفترضة للشريف «بوبغلة» و«لالّه فاطمة نسومر» وهما يقودان الجيش الثوري (1866)، الجزائر، قصر المرادية.
- السادة دوق اورليانز
- الجبل الجليدي، حلقة الحروب الأمريكية (1833)
- التراجع من موسكو (1835)
- السيطرة على أبرس (1837)
- وفاة توريني
- حصار أنتويرب عام 1792
- انقاذ العقيد.Fr بونسونبي في ميدان معركة واترلو، على يد ضابط فرنسي
- هم في منزلنا (1880)
- بيريوينكل
- الخداع
- شفرة العشب
- العودة من متجر الدرام (1853)
- معركة راب
- مرور تاجليمنو
- حصار أنتويرب في عام 1832

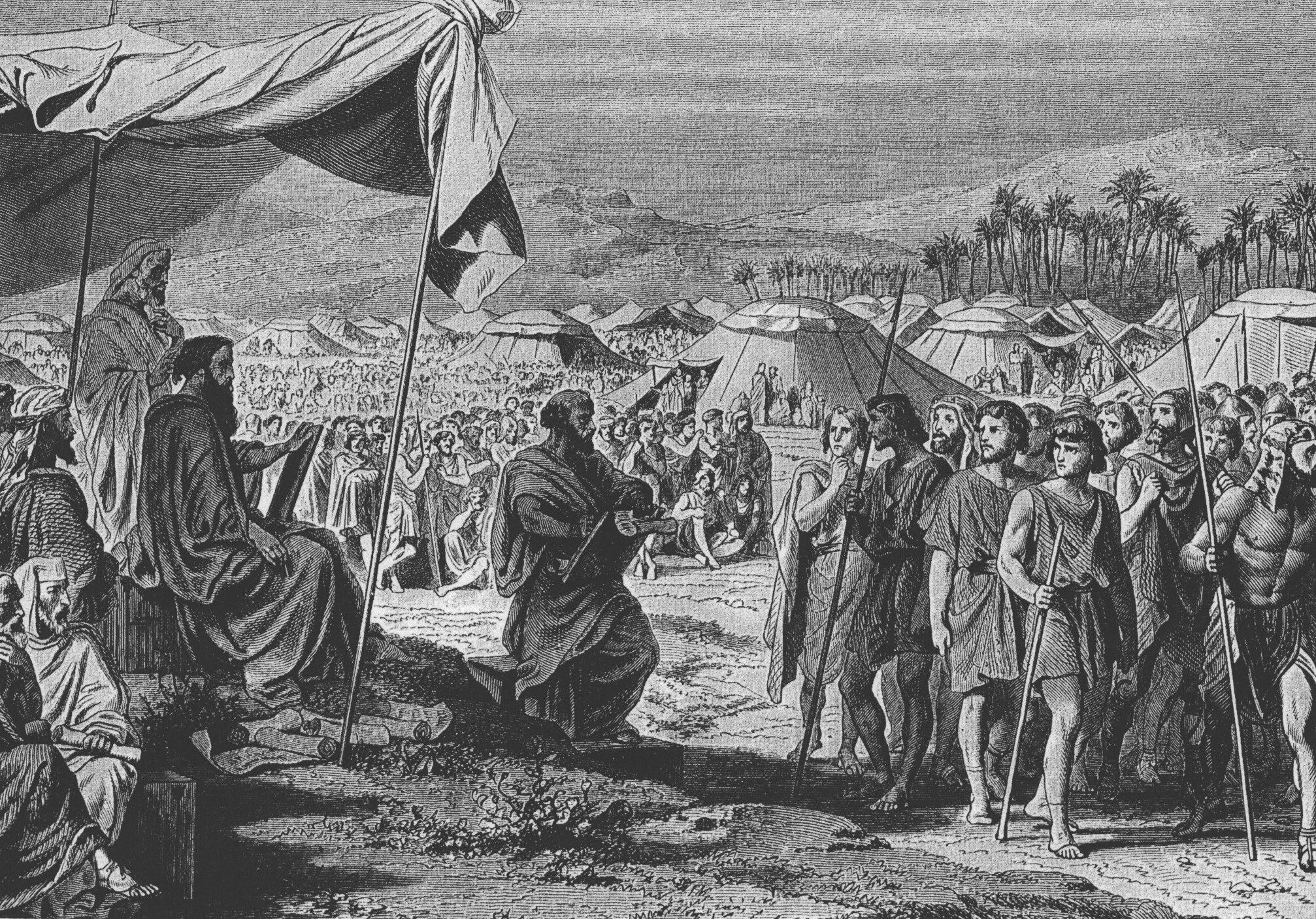
ترقيم بني إسرائيل، نقش
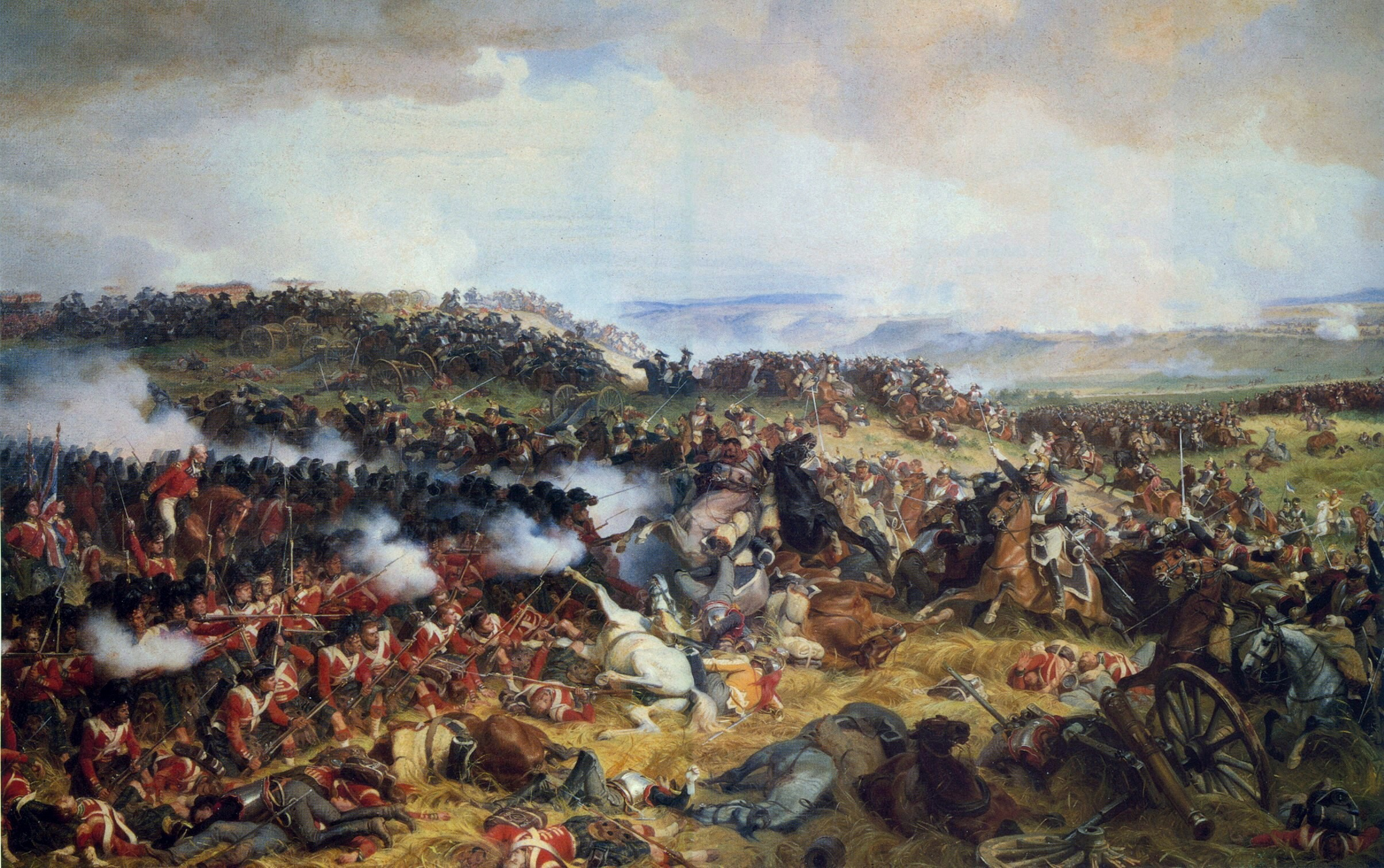
معركة واترلو: المربعات البريطانية التي تتسلم مهمة صائدي الكويستر الفرنسية، 1874
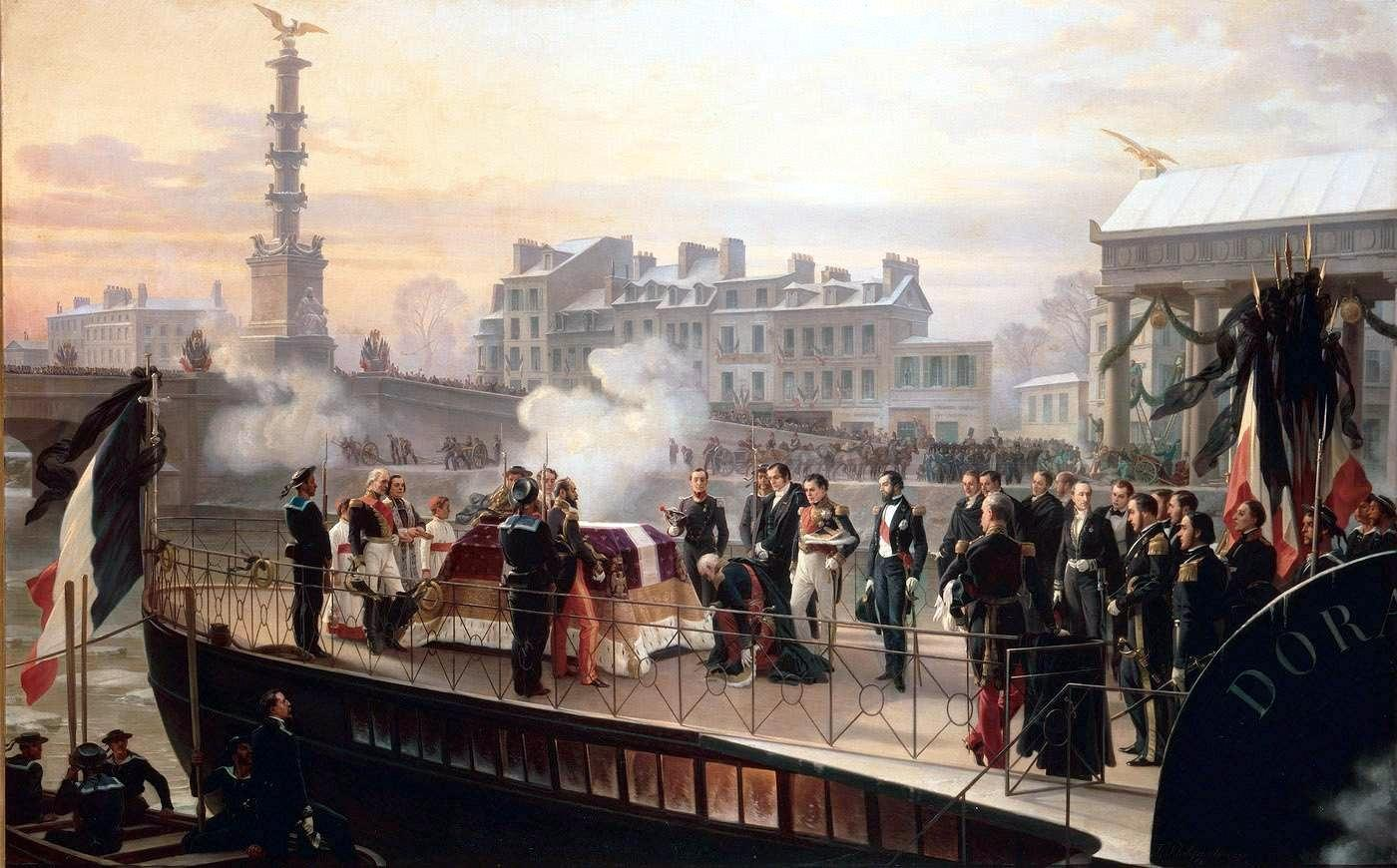
وصول "لا دوراد" إلى كوربفوا في 14 ديسمبر 1840.، 1867. قلعة مالميزون
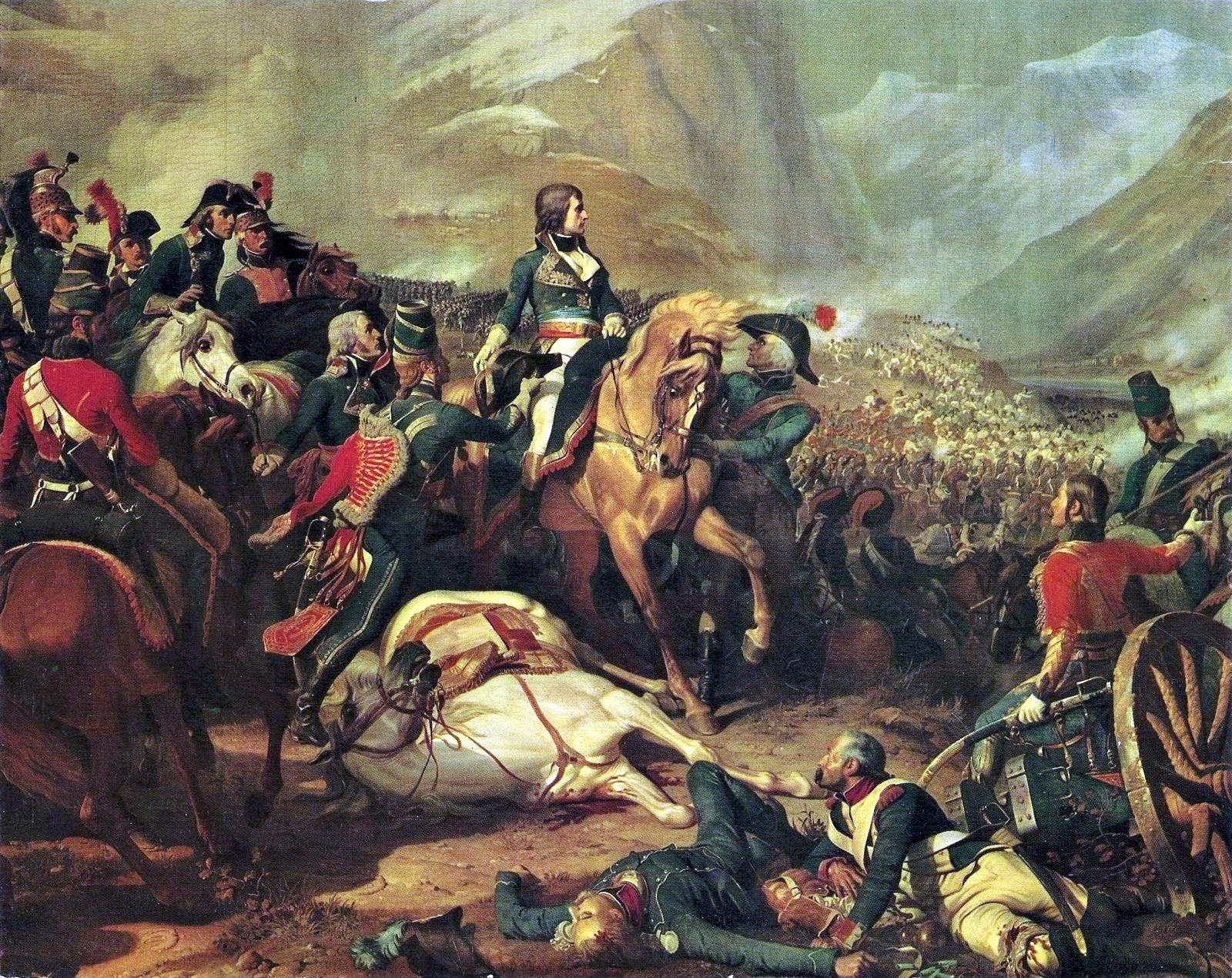
نابليون في معركة ريفولي، 1845، زيت على قماش
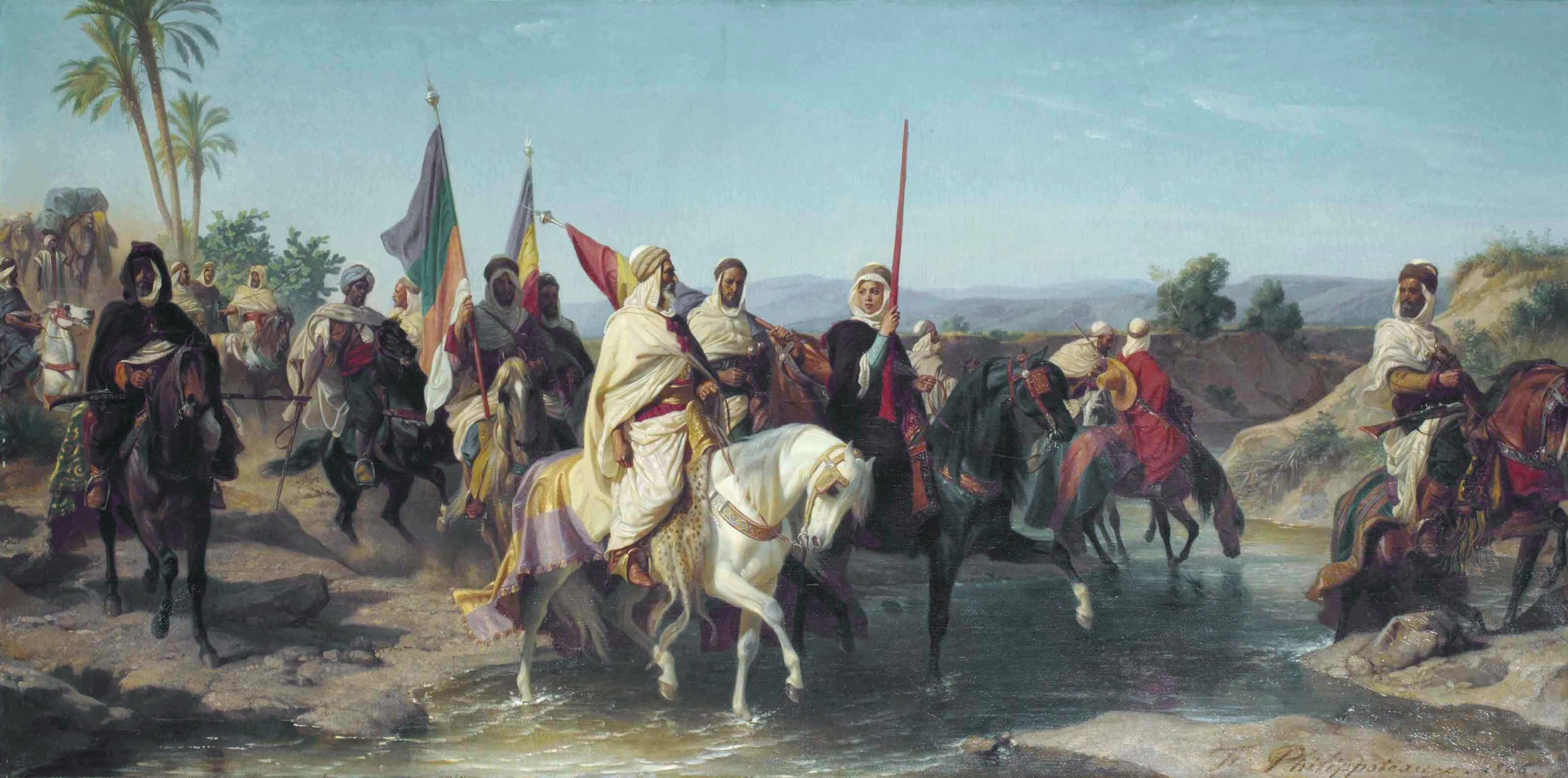
صورة مفترضة "للشريف بوبغلة" و "لالّه فاطمة نسومر" يقودان جيش المقاومة الشعبية الجزائرية ضد فرنسا (1866)، الجزائر، قصر المرادية.

## روابط خارجية
- غاليري فيليبوتو يعمل في مكتبة نيويورك العامة
- فيليبو حصار باريس سيكلوراما
- بانوراما الدفاع عن باريس، 1875 العمل في كتب جوجل
- قائمة جزئية من لوحاته الزيتية